# Сунанг, Марестелла
Марестелла Торрес-Сунанг (англ. Marestella Torres-Sunang; род. 20 февраля 1981, San Jose, МИМАРОПА) — филиппинская легкоатлетка, специалистка по прыжкам в длину. Выступала на профессиональном уровне в 1999—2022 годах, чемпионка Азии, чемпионка Игр Юго-Восточной Азии, многократная чемпионка Филиппин, действующая рекордсменка страны, участница трёх летних Олимпийских игр.

## Биография
Марестелла Торрес родилась 20 февраля 1981 года в муниципалитете Сан-Хосе провинции Западный Миндоро, Филиппины.
Впервые заявила о себе в лёгкой атлетике на международном уровне в сезоне 1999 года, когда вошла в состав филиппинской сборной и выступила на юниорском азиатском первенстве в Сингапуре, где в зачёте прыжков в длину стала четвёртой.
В 2000 году прыгала в длину на юниорском мировом первенстве в Сантьяго, в финал не вышла.
В 2002 году в той же дисциплине выиграла бронзовую медаль на чемпионате Азии в Коломбо, заняла шестое место на Азиатских играх в Пусане.
В 2003 году была четвёртой на домашнем чемпионате Азии в Маниле, пятой на Афро-Азиатских играх в Хайдарабаде, четвёртой на Играх Юго-Восточной Азии в Ханое.
В 2005 году выступила на чемпионате мира в Хельсинки, получила серебро на чемпионате Азии в Инчхоне, одержала победу на домашних Играх Юго-Восточной Азии в Маниле.
На Азиатских играх 2006 года в Дохе показала в прыжках в длину шестой результат.
В 2007 году прыгала в длину на чемпионате мира в Осаке, выиграла Игры Юго-Восточной Азии в Накхонратчасиме.
Благодаря череде успешных выступлений удостоилась права защищать честь страны на летних Олимпийских играх в Пекине — на предварительном квалификационном этапе прыгнула на 6,17 метра, чего оказалось недостаточно для выхода в финал.
В 2009 году участвовала в чемпионате мира в Берлине, превзошла всех соперниц на чемпионате Азии в Гуанчжоу и на Играх Юго-Восточной Азии в Вьентьяне.
В 2010 году выступила на чемпионате мира в помещении в Дохе, стала четвёртой на Азиатских играх в Гуанчжоу.
В 2011 году была пятой на чемпионате Азии в Кобе и на Играх Юго-Восточной Азии в Палембанге, выступила на чемпионате мира в Тэгу.
В 2012 году принимала участие в чемпионате мира в помещении в Стамбуле и в Олимпийских играх в Лондоне, в обоих случаях выйти в финал не смогла.
На Азиатских играх 2014 года в Инчхоне провалила все три свои попытки в прыжках в длину, не показав никакого результата.
В 2015 году завоевала бронзовую награду на Играх Юго-Восточной Азии в Сингапуре.
В 2016 году стала восьмой на чемпионате Азии в помещении в Дохе, одержала победу на чемпионате Казахстана в Алма-Ате, установив при этом ныне действующий рекорд Филиппин — 6,72 метра. На Олимпийских играх в Рио-де-Жанейро прыгнула на 6,22 метра и в финал не вышла.
В 2017 году заняла пятое место на чемпионате Азии в Бхубанешваре, выиграла бронзовую медаль на Играх Юго-Восточной Азии в Куала-Лумпуре, была пятой на Азиатских играх в помещении в Ашхабаде.
В 2018 году среди прочего показала девятый результат на Азиатских играх в Джакарте.
В 2019 году стала четвёртой на домашних Играх Юго-Восточной Азии в Филиппинах.
В 2022 году показала седьмой результат на Играх Юго-Восточной Азии в Ханое. По окончании сезона завершила спортивную карьеру.